# 心房利尿鈉肽
心房利尿鈉肽（atrial natriuretic peptide，ANP）简称心钠肽，是一种主要由心房肌细胞合成并释放的肽类激素，其主要作用是使血管平滑肌舒张和促进肾脏排钠、排水，可调节机体水平衡和影响血压。人血液循环中的心钠肽由28个氨基酸残基组成。
心钠肽由于发现的历史，旧称心房利尿钠因子（atrial natriuretic factor，ANF） ，并有许多异名：心房鈉尿肽、心房利鈉肽、心房排鈉肽、心房肽、心钠素（cardionatrin）、心房肽（atriopeptin）等等。
心钠肽屬於利尿钠肽家族之一員，其另包含脑利尿钠肽和C型利尿钠肽。心鈉肽是一種肽荷爾蒙，主要由心房的心肌細胞生產、儲存和分泌，含有28個胺基酸，在第7和第23胺基酸位置由兩個半胱胺酸殘基以雙硫鍵鍵結形成一環狀結構。

## 調節因子
- 心房伸展或血容積增加刺激分泌心鈉肽

血容量增大使心臟或血管壁受到較大的牽張刺激時，能導致心房的心肌細胞釋放心鈉肽，從而引起強大的利鈉和利尿作用。
- 限制鈉、水攝入或減少靜脈回心血量則能減少心鈉肽的釋放。
- β-腎上腺受體（英语：beta-adrenergic receptor）受到交感神經刺激分泌心房利鈉肽。
- 心鈉肽之胜肽結構之分解，由酵素的NEP參與[4]。

## 心房利尿鈉肽的受體
心鈉肽有三種細胞表面受體，分別是ANPA、ANPB和ANPC。其中ANPA與ANPB受體有鳥苷酸環化酶活性，並且藉由環鳥苷酸調控下游機制。ANPC受體的功能主要是將心鈉肽從循環系統中清除。所有的利鈉肽都能夠與ANPC受體結合。心房利尿鈉肽和腦利尿鈉肽結合在ANPA上，而C型利尿鈉肽則是和ANPB結合。

## 主要生理功能

### 在腎臟中
- 可作用在腎臟的ANPA，提高腎絲球過濾率（glomerular filtration rate），促進鈉離子排除，增加排尿量，同時可抑制腎素之分泌。
- 心鈉肽可作用在腎皮質腎小球上，抑制腎上腺合成醛固酮，減少腎臟對於鈉離子和水分的再吸收作用（英语：reabsorption）。

### 在心血管系統中
- 心鈉肽之淨作用為降低循環系統中水、鈉和脂肪的含量，進而降低血壓。
- 心鈉肽能顯著減輕失水或失血後血漿中抗利尿激素水平增高的程度。
- 心鈉肽通過受體作用於細胞膜上的鳥苷酸環化酶，以血管平滑肌細胞內的環鳥苷酸作為第二信使而發揮其效應[6]。
- 心鈉肽正常在心房合成，心衰竭患者隨著心房壓力增高，血漿中心鈉肽增加。
- 注射合成的利鈉肽會減少肺動脈微血管終端壓及動脈血管阻力，進而增加心排出量[7]。

### 在脂肪組織中
增加自由態脂肪酸從脂肪組織中釋放出來。心鈉肽在血管中擴散，使得血漿中甘油和非固醇類脂肪酸（nonsterified fatty acid）濃度增加。活化了脂肪細胞細胞膜上的A型鳥苷酸環化酶受體，增加了細胞內環鳥苷酸（cGMP）的含量，促使荷爾蒙敏感的脂肪酶和脂滴包被蛋白A（perilipin A）磷酸化。磷酸化是透過環鳥苷酸蛋白激酶（cGMP dependent protein kinase-Ⅰ）進行。

## 其他利尿鈉肽因子
除了哺乳動物的利鈉肽（心鈉肽、腦利尿鈉肽，
和C型利尿鈉肽），還有另外兩種利尿鈉肽已經被分離出來。Tervon (1998) 發現一種鮭魚利鈉肽，和哺乳動物的利鈉肽有相似的結構和特性曼巴蛇屬利鈉肽則在綠色曼巴蛇的毒液中被發現。。

## 參看
- 腦利尿鈉肽
- C型利尿鈉肽

## 註解
1. ↑  . 樂詞網. 國家教育研究院 （中文（臺灣））.
2. ↑  . 术语在线. 全国科学技术名词审定委员会. （简体中文）
3. ↑  de Bold A (1985). "Atrial natriuretic factor: a hormone produced by the heart". Science 230 (4727): 767–70. doi:10.1126/science.2932797. PMID 2932797.
4. ↑  Venugopal J (2003). "Pharmacological modulation of the natriuretic peptide system". Expert Opinion on Therapeutic Patents 13 (9): 1389. doi:10.1517/13543776.13.9.1389, http://www.expertopin.com/doi/abs/10.1517/13543776.13.9.1389 （页面存档备份，存于）.
5. ↑  Mäkikallio, Kaarin (2002). "ANP", Placental insufficiency and fetal heart: Doppler ultrasonographic and biochemical markers of fetal cardiac dysfunction. Oulu: Oulun yliopisto. ISBN 9514267370. OCLC 58358685.
6. ↑  病理生理學 第五章第一節 水和電解質代謝紊亂 醫生在線20070307 http://big5.51daifu.com/medical%20books/2007/0307/D61E5E99A4A6675DH124745.shtml%5B%5D
7. ↑  陳錦澤 台大醫學院及台大醫院內科 心臟衰竭之神經體液變化  http://www.tsim.org.tw/article/A91/專題_11.pdf
8. ↑  Tervonen V, Arjamaa O, Kokkonen K, Ruskoaho H, Vuolteenaho O (September 1998). "A novel cardiac hormone related to A-, B- and C-type natriuretic peptides". Endocrinology 139 (9): 4021–5. doi:10.1210/en.139.9.4021. PMID 9724061, http://endo.endojournals.org/cgi/pmidlookup?view=long&pmid=9724061 （页面存档备份，存于）.
9. ↑  Schweitz H, Vigne P, Moinier D, Frelin C, Lazdunski M (July 1992). "A new member of the natriuretic peptide family is present in the venom of the green mamba (Dendroaspis angusticeps)". J Biol Chem. 267 (20): 13928–32. PMID 1352773, http://www.jbc.org/cgi/pmidlookup?view=long&pmid=1352773 （页面存档备份，存于）.